# Port lotniczy Tinian
Port lotniczy Tinian – port lotniczy zlokalizowany na wyspie Tinian (Mariany Północne).

## Linie lotnicze i połączenia
- Freedom Air Saipan